# Frank T. Hopkins

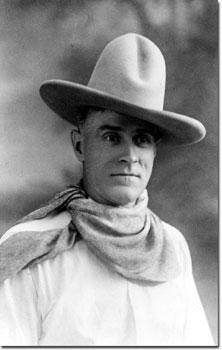
Frank T. Hopkins (c. 1905).

## Biografía
Ganó reconocimiento entre sus contemporáneos como jinete de larga distancia legendario, y también por su activismo para la preservación del mustang.

En mis días veo la destrucción del búfalo y el antílope, y decimos que su destrucción ha sido debida a una generación sumida en la ignorancia libertina. Si permitimos que el mustang desaparezca podremos ser acusados de las mismas cualidades y mereceremos esa acusación. El mustang es tan estadounidense como George Washington y los Estados Unidos son una tierra suficientemente vasta y una nación suficientemente importante como para tener un caballo propio. Encara su última oportunidad; dejarlo ir sería, en mi opinión, una gran tragedia nacional.
— Frank T. Hopkins[cita requerida] 

Hopkins realizó una serie de proclamaciones discutibles, como la de haber ganado más de cuatrocientos carreras, o la más famosa, su participación en una legendaria carrera de caballos de pura raza árabe de 3000 millas de distancia, atravesando el golfo de Siria y las fronteras interiores de otros dos países, que supuestamente se celebró en Arabia en 1890. Esta historia fue adaptada en 2004 en la película Hidalgo, en la que Viggo Mortensen hace el papel de Hopkins.
Sin embargo, se ha argumentado que la mayoría de las proclamaciones de Hopkins representadas en la película, incluyendo en primer lugar la propia existencia de tal carrera, son burdas exageraciones o incluso meros bulos. En 2006, John Fusco, el guionista de Hidalgo, respondió a esas acusaciones: admitió que había tomado partes de las Memorias del desierto (1891) de Hopkins y había «engrandecido los hechos reales para crear una película divertida y teatral», pero mantuvo que la historia del hombre y su caballo es verdadera. Fusco mostró citas de amigos vivos de Hopkins, en particular de los antiguos jinetes de larga distancia Walt y Edith Pyle, y del teniente coronel William Zimmerman; además de información encontrada en textos de historia de los caballos para verificar su historia. Sin embargo, las citas en su mayor parte se limitan a dar testimonio del carácter de Hopkins, por gente que lo conoció en los años posteriores de su vida; y los libros esgrimidos vienen siendo desacreditados desde hace tiempo por basarse exclusivamente en los textos del propio Hopkins, sin investigación independiente que respalde sus afirmaciones. Lo cierto es que, al día de hoy, no hay evidencia cierta y clara de la verosimilitud de las historias de Hopkins, y la mayor parte de los historiadores de prestigio que las han estudiado las consideran un bulo.[cita requerida]
Según el Gremio de Jinetes de Larga Distancia de los Emiratos Árabes Unidos y el Gobierno Saudita nunca hubo una «Carrera de los océanos de fuego». Según el Doctor Aw Al-Bawdi, director de investigación del Centro Rey Faisal para la Investigación y Estudios Islámicos, «no hay absolutamente ningún registro o referencia a Hopkins, con o sin sus mustangs, ni poniendo el pie sobre el suelo árabe». Sin embargo, Hopkins nunca asignó este nombre al acontecimiento: él se refirió a él en sus escritos como «una carrera ceremonial anual».
En la película se afirma que los descendientes del caballo Hidalgo corren entre la manada de Gilbert Jones de mustangs españoles en Blackjack Mountain, Oklahoma. En su historia original, Hopkins narra cómo decidió dejar el caballo en Arabia después de la carrera.
La edad de Hopkins también es cuestionable. Cuando se casó en Los Ángeles en 1929, escribió en su licencia de matrimonio que tenía solo 44 años. Esto colocaría su nacimiento aproximadamente en 1885. Hopkins también aseguró haber sido empleado de Buffalo Bill en sus espectáculos sobre el Lejano Oeste. Pero el conservador del Museo de Buffalo Bill declaró que su nombre no había podido ser encontrado en los archivos. Sin embargo, sí aparece catalogado como empleado del Circo de los Hermanos Ringling en 1917, como domador de caballos.
En 1940 Hopkins tuvo el honor de ser juez en la carrera de resistencia de 100 millas del Green Mountain Horse Club. 
El mismo día de su muerte en 1951, declaró que la raza mustang era «el animal más significativo del continente norteamericano». Frank T. Hopkins está enterrado en el cementerio luterano de Todos los Santos, en Middle Village (Queens, Nueva York).